# 日露友好ショスタコーヴィチ交響曲全曲演奏プロジェクト2007
日露友好ショスタコーヴィチ交響曲全曲演奏プロジェクト2007は、2007年11月から12月にかけて、日比谷公会堂で行なわれたコンサートシリーズである。全8公演を井上道義が指揮し、ドミートリイ・ショスタコーヴィチの15曲の交響曲全てを演奏した。
かつては東京都内随一のコンサートホールでありながら、現在ではほとんど演奏会に使われなくなってしまった日比谷公会堂の再興を願う知識人の運動の一環として行なわれたもので、プロジェクトの実行委員長に黒柳徹子、委員にマルタ・アルゲリッチ、オノ・ヨーコ、篠田正浩、ユーリ・テミルカーノフといった内外の著名人が名を連ねた。
書き下ろしプログラムには、日本初公開の写真や音楽学者一柳富美子による最新解説、ロシア語を伴う交響曲4作品の緻密な対訳が載っており、資料としての価値も高い。また第13番と第14番は、同じく一柳による秀逸な字幕も付き、作品理解の一助となった。
チケット代を全公演3000円と廉価に設定したこと、また8公演セット券では2万円という採算度外視の価格設定で評判を呼んだ。会場にはカンパを募るガラス壺が設置されたほか、井上の直筆サイン入り特大写真、井上の写真のポストカードの販売が行なわれた。また、会場において、ロシア物産、ロシア風パンの即売会が行なわれた。

## コンサート1
2007年11月3日 17時00分(JST)開演
- 交響曲第1番ヘ短調 Op.10
- 交響曲第2番ロ短調「十月革命に捧ぐ」Op.14
- 交響曲第3番変ホ長調「5月1日（メーデー）」Op.20
合唱：栗友会
サンクトペテルブルク交響楽団

## コンサート2
2007年11月4日 15時00分(JST)開演
- 交響曲第5番ニ短調 Op.47
- 交響曲第6番ロ短調 Op.54
サンクトペテルブルク交響楽団

## コンサート3
2007年11月10日 17時00分(JST)開演
- 交響曲第1番ヘ短調 Op.10
千葉県少年少女オーケストラ
- 交響曲第7番ハ長調｢レニングラード｣ Op.60
サンクトペテルブルク交響楽団

千葉県少年少女オーケストラによる演奏は、開催前月に決定した。双方のオーケストラの楽員が客席で相手方の演奏を聴く形で「日露友好」が実現した。

## コンサート4
2007年11月11日 15時00分(JST)開演
- 交響曲第10番ホ短調 Op.93
- 交響曲第13番変ロ短調 Op.113
バス：セルゲイ・アレクサーシキン
合唱：東京オペラ・シンガーズ（男声）
サンクトペテルブルク交響楽団

## コンサート5
2007年11月18日 15時(JST)開演
- 交響曲第9番変ホ長調 Op.70
- 交響曲第14番ト短調 Op.135
ソプラノ：アンナ・シャファジンスカヤ
バス：セルゲイ・アレクサーシキン
広島交響楽団

## コンサート6
2007年12月1日 17時(JST)開演
- 交響曲第4番ハ短調 Op.43
東京フィルハーモニー交響楽団

演奏前のプレ・トークにおいて、ロックンローラー内田裕也と井上道義との対談が行なわれた。

## コンサート7
2007年12月5日 19時00分(JST)開演
- 交響曲第11番ト短調「1905年」Op.103
- 交響曲第12番ニ短調「1917年」Op.112
名古屋フィルハーモニー交響楽団

## コンサート8
2007年12月9日 15時00分(JST)開演
- 交響曲第8番ハ短調 Op.65
- 交響曲第15番イ長調 Op.141
新日本フィルハーモニー交響楽団

## プロジェクト参加公演
2007年11月25日 15時00分(JST)開演
- 祝典序曲 Op.96
- ステージオーケストラのための組曲
- ジャズ組曲第2番（抜粋）
- オラトリオ「森の歌」Op.81
テノール：志田雄啓
バス：鍾皓
- 児童合唱：すみだ少年少女合唱団
- 管弦楽・合唱：東京アカデミッシェカペレ

## プレ・イベント
日露友好ショスタコーヴィチ祝祭ガラ・コンサート
2006年11月16日 19時00分(JST)開演　東京オペラシティコンサートホール
- 祝典序曲 Op.96
- チェロ協奏曲第1番変ホ長調Op.107
- ヴァイオリン協奏曲第1番イ短調
Op.99
ヴァイオリン：パトリシア・コパチンスカヤ
チェロ：ソル・ガベッタ
東京フィルハーモニー交響楽団

日比谷公会堂と野外音楽堂の未来を語る会（シンポジウム）
2007年7月29日 19時00分(JST) 日比谷公会堂
- パネリスト
  - 前橋汀子（ヴァイオリニスト）
  - 内田裕也（ロックンローラー）
  - 浜田哲生（オノ・ヨーコ代理人）
  - 宮崎隆男（ステージマネジャー）
  - 小林和男（元NHKモスクワ支局長）
  - 中川武（早稲田大学教授・建築士）
  - 川西崇行（慶應義塾大学文学部講師・都市計画）
- 司会：井上道義